# Laval-d’Aurelle
Laval-d’Aurelle ist eine Ortschaft und eine ehemalige französische Gemeinde mit 29 (Stand: 1. Januar 2022) Einwohnern im Département Ardèche in der Region Auvergne-Rhône-Alpes. Sie gehörte zum Kanton Haute-Ardèche im Arrondissement Largentière. Sie grenzte im Norden an Saint-Laurent-les-Bains, im Osten und Süden an Montselgues und im Westen an Prévenchères.
Mit Wirkung vom 1. Januar 2019 wurden die ehemaligen Gemeinden Saint-Laurent-les-Bains und Laval-d’Aurelle zur Commune nouvelle Saint-Laurent-les-Bains-Laval-d’Aurelle zusammengeschlossen und haben in der neuen Gemeinde der Status einer Commune déléguée. Der Verwaltungssitz befindet sich im Ort Saint-Laurent-les-Bains.

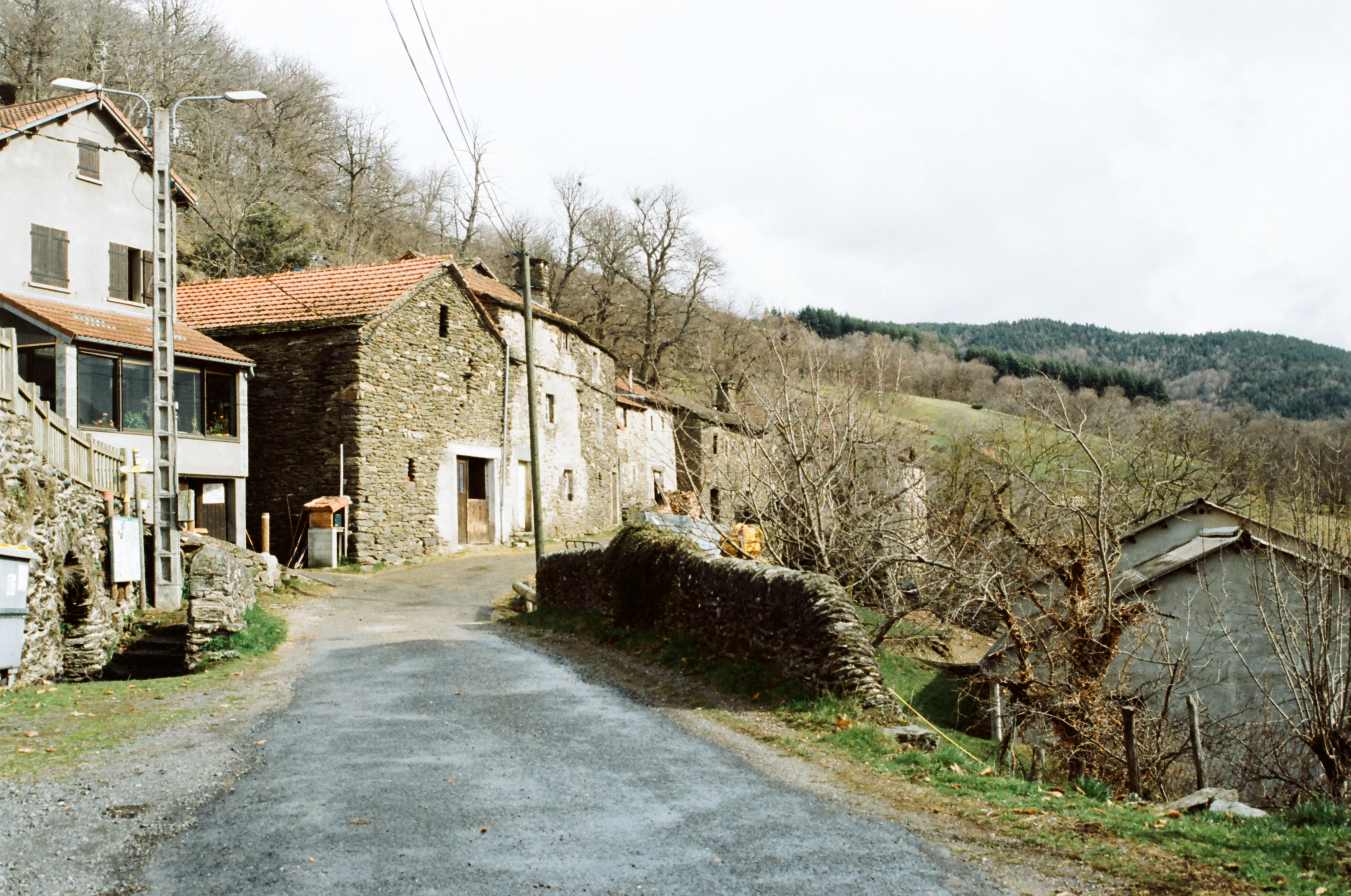
Dorfzentrum

## Bevölkerungsentwicklung
| Jahr      | 1962 | 1968 | 1975 | 1982 | 1990 | 1999 | 2008 | 2014 |
| --------- | ---- | ---- | ---- | ---- | ---- | ---- | ---- | ---- |
| Einwohner | 90   | 82   | 70   | 50   | 50   | 48   | 61   | 49   |